# Vision of Disorder
Vision of Disorder або VOD — американський хардкор-панк/металкор-гурт із Лонґ-Айленда. Гурт привертав увагу змішуванням мелодійності та груву в рамках традиційного хардкору, проте їхні намагання перейти в ню-метал на третьому альбомі не зустріли комерційного успіху. Відтак 2002 року колектив розпався. З 2008 року, коли музиканти зібралися знову, VOD видав ще два альбоми.

## Учасники
Поточний склад
- Тім Вільямс (Tim Williams) — вокал (1992—2002, 2006, з 2008)
- Майк Кеннеді (Mike Kennedy) — гітара (1992—2002, 2006, з 2008)
- Майк Флайшманн (Mike Fleischmann) — бас-гітара (1992—2002, 2006, з 2008)
- Брендон Коен (Brendon Cohen) — ударні (1992—2002, 2006, з 2008)

Колишні учасники
- Метт Баумбах (Matt Baumbach) — гітара (1992—2002, 2006, 2008—2013)

Сесійні учасники
- Джош ДеМарко (Josh DeMarco) — гітара (з 2015)

## Дискографія
- Still (EP) (Striving for Togetherness Records, 1995)
- Vision of Disorder (Supersoul/Roadrunner Records, 1996)
- Imprint (Roadrunner Records, 1998)
- For the Bleeders (Go Kart Records, 1999)
- From Bliss to Devastation (TVT Records, 2001)
- The Cursed Remain Cursed (Candlelight Records, 2012)
- Razed To The Ground (Candlelight Records, 2015)